# Архипов Трохим Архипович
Архи́пов Трохи́м Архи́пович (*26 липня 1908, село Нова Бія — †9 січня 1994, місто Іжевськ) — удмуртський прозаїк, народний письменник Удмуртської АРСР з 1960 року, член СП СРСР з 1943 року.

## Життєпис
Трохим Архипович народився 26 липня 1908 року в селі Нова Бія Єлабузького повіту В'ятської губернії, нині Можгинський район Удмуртії, в сім'ї селянина. В роки Громадянської війни залишився сиротою, виховувався в дитячому будинку. В 1923 році вступив в Можгинський педагогічний технікум, в 1927 році, не закінчивши його, вступив до Удмуртської обласної партійної школи. З 1928 року працював в редакції газети «Гудыри», був організатором та редактором першої удмуртської дитячої газети «Дась лу!», в 1955—1976 роках редактором журналу «Молот». В 1928 році в газеті «Гудыри» опублікував свою першу розповідь «Осконлык бордысь» («Через віру в бога»).
Розповіді кінця 1920-их та початку 1930-их років агітували за колективізацію, укріплення нормального радянського життя. Подіям в удмуртському селі присвячена збірка нарисів «Межаос гырисько» («Межі розорюються»), написана в 1931 році спільно з Олександром Мироновим. В роки Другої світової війни писав статті, нариси, розповіді. В 1949 році опублікував повість «Лудзи шур дурын» («Біля річки Лудзинки»), на основі якої в 1957—1958 роках була створена однойменна дилогія, де описуються події, що проходили в удмуртському селі з початку німецько-совєцької війни до середини 1950-их років. В 1963 році опублікував роман «Адямилэн Чеберез» (в російському перекладі — «Стрімнина» в 1968 році та «Вся краса твоя» в 1976 році), у якому автор досліджує новий для нього етап життя, розповідаючи про робочий клас, про будівництво та будівників Воткінської ГЕС.
В 1973 році удмуртською мовою та в 1975 році російською вийшла в світ повість «Ортчеменыз пумиськон» («Зустріч з минулим», Державна премія Удмуртської АРСР 1975 року) про колоніальні війни большевицької Росії, становлення та змужніння юнака Прошки Антонова, в долі якого багато автобіографічного. В центрі останньої повісті «Вормы астэ вчид» («Переможи себе», 1984) доля талановитої дівчинки Наді Іванової, яка через п'яницю-батька опинилась прикутою до ліжка. Повість насичена роздумами, переживаннями героїні, її матері та бабусі.
Архипов нагороджений орденом Трудового Червоного Прапора в 1968 році, багатьма медалями. Його ім'я занесене до Почесної книги трудової слави та героїзму Удмуртської АРСР в 1975 році.

## Твори
- «Осконлык бордысь» («Через віру в бога») — розповідь, 1928
- «Межаос гырисько» («Межі розорюються») — збірка нарисів, 1931
- «Лудзи шур дурын» («Біля річки Лудзинки») — повість, 1949
- «Лудзи шур дурын» («Біля річки Лудзинки») — дилогія, 1957—1958
- «Адямилэн Чеберез» («Стрімнина» або «Вся краса твоя») — роман, 1963
- «Ортчеменыз пумиськон» («Зустріч з минулим») — повість, 1973
- «Вамышъёс, вамышъёс» — збірка нарисів і розповідей, 1978
- «Вормы астэ вчид» («Переможи себе») — повість, 1984
- «Если у тебя есть друг» — збірка розповідей і нарисів, 1986